# Championnats de Suisse de tennis de table
Pour les articles homonymes, voir Ligue nationale A.
Les Championnats de Suisse de tennis de table comprennent des championnats individuels ainsi qu'un championnat par équipes. Les championnats individuels existent depuis 1932 alors que la compétition par équipes a été instauré en 1935. 

## Championnat par équipes
La Ligue Nationale A de tennis de table est le premier championnat par équipes suisses de tennis de table. Il se dispute entre les 8 meilleures équipes de Suisse.

### Organisation
Dans les championnats par équipes, une équipe est composée de trois joueurs. Tout le monde joue contre tout le monde, et il y a en plus un jeu de double. Cela signifie qu'un maximum de 10 jeux sont possibles.
Équipes masculines
La première division est la Ligue Nationale A. Il existe deux groupes de Ligue Nationale B, dont 4 groupes de Ligue Nationale C. Chacun de ces groupes est composé de 8 équipes.
Les ligues régionales sont organisées en dessous des ligues nationales. Il existe 1 à 7 ligues dans les différentes régions.
Équipes féminines
La première division est la Ligue Nationale A. Il existe deux groupes de la Ligue Nationale B (il n'existe pas de Ligue Nationale C féminine). Chacun de ces groupes est composé de 6 équipes.
Les ligues régionales sont organisées en dessous des ligues nationales. Il existe 1 à 3 ligues dans les différentes régions.

### Palmarès Ligue Nationale A
| Année | Equipe messieurs          | Equipe dames             | Coupe de Suisse        |
| ----- | ------------------------- | ------------------------ | ---------------------- |
| 2024  | CTT ZZ-Lancy              | STT Lugano               | STT Lugano             |
| 2023  | STT Lugano                | CTT ZZ-Lancy             | -----                  |
| 2022  | CTT ZZ-Lancy              | TTC Neuhausen            | -----                  |
| 2021  | CTT ZZ-Lancy              | TTC Neuhausen            |                        |
| 2020  | non attribué              | non attribué             |                        |
| 2019  | TTC Rio-Star Muttenz (12) | TTC Neuhausen            | TTC Rio-Star Muttenz   |
| 2018  | TTC Wil (3)               | TTC Neuhausen (10)       | CTT ZZ-Lancy           |
| 2017  | TTC Wil (2)               | TTC Neuhausen (9)        | CTT UGS-Chênois        |
| 2016  | TTC Wil (1)               | TTC Neuhausen (8)        | TTC Rio-Star Muttenz   |
| 2015  | Rio Star Muttenz TTC (11) | Rio Star Muttenz TTC (2) | TTC Rio-Star Muttenz   |
| 2014  | Rio Star Muttenz TTC (10) | Rio Star Muttenz TTC (1) | TTC Rio-Star Muttenz   |
| 2013  | Rio Star Muttenz TTC (9)  | TTC Wädenswil (1)        | TTC Rio-Star Muttenz   |
| 2012  | Rio Star Muttenz TTC (8)  | TTC Neuhausen (7)        | TTC Rio-Star Muttenz   |
| 2011  | Rio Star Muttenz TTC (7)  | TTC Neuhausen (6)        | TTC Rio-Star Muttenz   |
| 2010  | Rio Star Muttenz TTC (6)  | TTC Neuhausen (5)        | TTC Rio-Star Muttenz   |
| 2009  | Rio Star Muttenz TTC (5)  | TTC Neuhausen (4)        | TTC Neuhausen          |
| 2008  | Rio Star Muttenz TTC (4)  | TTC Wädenswil            | TTC Rio-Star Muttenz   |
| 2007  | Rio Star Muttenz TTC (3)  | TTC Neuhausen (3)        | TTC Rio-Star Muttenz   |
| 2006  | Rio Star Muttenz TTC (2)  | TTC Neuhausen (2)        | TTC Wil                |
| 2005  | Rio Star Muttenz TTC (1)  | TTC Neuhausen (1)        | TTC Neuhausen          |
| 2004  | Meyrin CTT (5)            | TTC Aarberg              | CTT Meyrin             |
| 2003  | Meyrin CTT (4)            | TTC Wettstein Basel      | CTT Meyrin             |
| 2002  | Meyrin CTT (3)            | TTC Basel                | CTT Meyrin             |
| 2001  | Meyrin CTT (2)            | TTC Young Stars Zürich   | CTT Meyrin             |
| 2000  | TTC Neuhausen (3)         | CTT Villars-sur-Glâne    | CTT Silver Star Genève |
| 1999  | CTT Silver Star Genève    | TTC Young Stars Zürich   | CTT Silver Star Genève |
| 1998  | TTC Neuhausen (2)         | TTC Young Stars Zürich   | TTC Young Stars Zürich |
| 1997  | TTC Wil                   | TTC Ittigen              | TTC Wil                |
| 1996  | TTC Neuhausen (1)         | TTC Aarberg              | CTT Silver Star Genève |
| 1995  | Meyrin CTT (1)            | TTC Ittigen              | CTT Silver Star Genève |
| 1994  | CTT Meyrin                | TTC Wollerau             | TTC Wil                |
| 1993  | TTC Wil                   | TTC Young Stars Zürich   | TTC Young Stars Zürich |
| 1992  | CTT Silver Star Genève    | TTC Wollerau             | CTT Silver Star Genève |
| 1991  | TTC Horn                  | TTC Wollerau             | TTC Nidau-Täuffelen    |
| 1990  | TTC Horn                  | TTC Dietikon             | TTC Horn               |
| 1989  | TTC Wil                   | TTC Wollerau             | TTC Wil                |
| 1988  | CTT Silver Star Genève    | TTC Uster                | CTT Silver Star Genève |
| 1987  | TTC Kloten                | TTC Wollerau             | TTC Wil                |
| 1986  | TTC Kloten                | TTC Wollerau             | TTC Kloten             |
| 1985  | TTC Kloten                | TTC Uster                | TTC Kloten             |
| 1984  | CTT Silver Star Genève    | TTC Uster                | TTC Kloten             |
| 1983  | TTC Wettstein Basel       | TTC Uster                | TTC Wettstein Basel    |
| 1982  | CTT Silver Star Genève    | TTC Uster                | TTC Wil                |
| 1981  | TTC Young Stars Zürich    | TTC Uster                | TTC Basel              |
| 1980  | TTC Young Stars Zürich    | TTC Uster                | TTC Young Stars Zürich |
| 1979  | TTC Young Stars Zürich    | TTC Kloten               | TTC Young Stars Zürich |
| 1978  | TTC Young Stars Zürich    | TTC GGB Elite Bern       | TTC Young Stars Zürich |
| 1977  | TTC Young Stars Zürich    | TTC GGB Elite Bern       | Rapid Genevéve         |
| 1976  | CTT Rapid Genève          | TTC Young Stars Zürich   | Rapid Genéve           |
| 1975  | TTC Baslerdybli           | TTC GGB Elite Bern       | TTC Baslerdybli        |
| 1974  | TTC GGB Elite Bern        | TTC Basel                | TTC Baslerdybli        |
| 1973  | TTC GGB Elite Bern        | TTC GGB Elite Bern       | TTC Baslerdybli        |
| 1972  | TTC GGB Elite Bern        | TTC GGB Elite Bern       | TTC Baslerdybli        |
| 1971  | CTT Silver Star Genève    | CTT Silver Star Genève   | TTC GGB Elite Bern     |
| 1970  | TTC GGB Elite Bern        | TTC GGB Elite Bern       | CTT Silver Star Genève |
| 1969  | TTC GGB Elite Bern        | TTC Bern                 | TTC GGB Elite Bern     |
| 1968  | TTC GGB Elite Bern        | CTT Rapid Genève         | TTC Young Stars Zürich |
| 1967  | TTC GGB Elite Bern        | CTT Rapid Genève         | TTC GGB Elite Bern     |
| 1966  | TTC GGB Elite Bern        | CTT Rapid Genève         | TTC GGB Elite Bern     |
| 1965  | CTT Fribourg              | TTC Basel                | TTC GGB Elite Bern     |
| 1964  | CTT Fribourg              | CTT Rapid Genève         | TTC GGB Elite Bern     |
| 1963  | CTT Silver Star Genève    | Eve Genève               | CTT Rapid Genève       |
| 1962  | CTT Silver Star Genève    | CTT Rapid Genève         | CTT Rapid Genève       |
| 1961  | CTT Silver Star Genève    | CTT Rapid Genève         | CTT Tavannes           |
| 1960  | CTT Silver Star Genève    | CTT Rapid Genève         | TTC GGB Elite Bern     |
| 1959  | CTT Silver Star Genève    | CTT Rapid Genève         | -----                  |
| 1958  | CTT Silver Star Genève    | CTT Rapid Genève         | -----                  |
| 1957  | CTT Silver Star Genève    | CTT Rapid Genève         | CTT Montey             |
| 1956  | CTT Silver Star Genève    | CTT Rapid Genève         | CTT Rapid Genéve       |
| 1955  | CTT Silver Star Genève    | CTT Rapid Genève         | CTT Rapid Genéve       |
| 1954  | CTT Silver Star Genève    | CTT Rapid Genève         | CTT Silver Star Genève |
| 1953  | CTT Silver Star Genève    | CTT Rapid Genève         | CTT Silver Star Genève |
| 1952  | CTT Silver Star Genève    | CTT Rapid Genève         | CTT Lausanne           |
| 1951  | CTT Silver Star Genève    | -----                    | CTT Silver Star Genève |
| 1950  | CTT Silver Star Genève    | CTT Lausanne             | CTT Silver Star Genève |
| 1949  | CTT Silver Star Genève    | CTT Rapid Genéve         | CTT Silver Star Genève |
| 1948  | CTT Silver Star Genève    | -----                    | CTT Silver Star Genève |
| 1947  | CTT Silver Star Genève    | -----                    | CTT Silver Star Genève |
| 1946  | CTT Silver Star Genève    | -----                    | CTT Silver Star Genève |
| 1945  | CTT Silver Star Genève    | CTT Silver Star Genève   | CTT Silver Star Genève |
| 1944  | CTT Silver Star Genève    | CTT Silver Star Genève   | CTT Silver Star Genève |
| 1943  | CTT Silver Star Genève    | -----                    | CTT Silver Star Genève |
| 1942  | CTT Blue Black Genéve     | -----                    | CTT Silver Star Genève |
| 1941  | -----                     | -----                    | -----                  |
| 1940  | -----                     | -----                    | -----                  |
| 1939  | -----                     | -----                    | CTT Silver Star Genève |
| 1938  | CTT Silver Star Genève    | TTC Burgdorf             | CTT Silver Star Genève |
| 1937  | CTT Silver Star Genève    | TTC Burgdorf             | CTT Silver Star Genève |
| 1936  | CTT Chaux-de-Fonds        | CTT Montreux             |                        |
| 1935  | CTT Chaux-de-Fonds        | CTT Montreux             | -----                  |
| 1935  | CTT Lausanne Cour         | CTT Geneva Genéve        | -----                  |

## Championnats individuels
| Année                 | Simple messieurs            | Simple dames       | Double messieurs              | Double dames          | Double mixte            |
| --------------------- | --------------------------- | ------------------ | ----------------------------- | --------------------- | ----------------------- |
| 1932                  | Von der Weid                | Mercier            | Fedele/Schmidt                | De Boccard/Lapp       | De Wuilleret/De Boccard |
| 1933                  | Portmann                    | Daguet             | Daugne/Daguet                 | Daguet/Perrin         | Tripet/Wyss             |
| 1934[réf. nécessaire] | Walter                      | Margrit Isely      | Bornard/Michel                | Stettler/Della Beffa  | Michel/Grabner          |
| 1935                  | Pierre Vergain              | Margrit Isely      | Crivelli/Michel               | Isely/Aranowicz       | Rossel/Isely            |
| 1936                  | Hector Michel               | Margrit Isely      | -----                         | -----                 | -----                   |
| 1937[réf. nécessaire] | Lucien Portal               | Margrit Isely      | Payot/Bernard                 | Tissiéres/Tissiéres   | Ledermann/Stettler      |
| 1938                  | Marcel Meyer de Stadelhofen | Alice Siegrist     | Mojonnet/Bernard              | Siegrist/Dyrenfurth   | Bernard/Buser           |
| 1939                  | Marcel Meyer de Stadelhofen | Alice Stettler     | Meyer de Stadelhofen/Portal   | -----                 | -----                   |
| 1940                  | -----                       | -----              | -----                         | -----                 | -----                   |
| 1941                  | -----                       | -----              | -----                         | -----                 | -----                   |
| 1942                  | Hugo Urchetti               | Alice Siegrist     | Urchetti/Meyer de Stadelhofen | Urchetti/Stettler     | -----                   |
| 1943                  | Hugo Urchetti               | Alice Siegrist     | Urchetti/Meyer de Stadelhofen | Stettler/Pollien      | Urchetti/Stettler       |
| 1944                  | Hugo Urchetti               | Alice Siegrist     | Urchetti/Meyer de Stadelhofen | Siegrist/Burkhalter   | Urchetti/Stettler       |
| 1945                  | Hugo Urchetti               | Alice Siegrist     | Urchetti/Weber                | Meyer/Pollien         | Urchetti/Stettler       |
| 1946                  | Hugo Urchetti               | Jeannette Pollien  | Urchetti/Portal               | Grandchamp/Pollien    | Portal/Grandchamp       |
| 1947                  | Marcel Meyer de Stadelhofen | Alice Grandchamp   | Urchetti/Meyer de Stadelhofen | -----                 | Urchetti/Grandchamp     |
| 1948                  | Hugo Urchetti               | Isabel Vez         | Urchetti/Meyer de Stadelhofen | -----                 | Portal/Grandchamp       |
| 1949                  | Hugo Urchetti               | Alice Grandchamp   | Urchetti/Meyer de Stadelhofen | Grandchamp/Grandjean  | Portal/Grandchamp       |
| 1950                  | Hugo Urchetti               | Alice Grandchamp   | Urchetti/Meyer de Stadelhofen | Grandchamp/Peter      | Portal/Grandchamp       |
| 1951                  | Hugo Urchetti               | Alice Grandchamp   | Urchetti/Meyer de Stadelhofen | Grandchamp/Durst      | Portal/Grandchamp       |
| 1952                  | Marcel Meyer de Stadelhofen | Isabel Vez         | Urchetti/Meyer de Stadelhofen | Vez/Treyvaud          | Carraux/Vez             |
| 1953                  | Hugo Urchetti               | Monique Jaquet     | Urchetti/Wassmer              | Grandchamp/Jaquet     | Urchetti/Grandchamp     |
| 1954                  | Hugo Urchetti               | Monique Jaquet     | Urchetti/Meyer de Stadelhofen | Vez/Fischer           | Michel Roux/Jaquet      |
| 1955                  | Hugo Urchetti               | Mina Ulrich        | Estoppey/Michel Roux          | Jaquet/Rosine Maunoir | Steckler/Jaquet         |
| 1956                  | Hugo Urchetti               | Monique Jaquet     | Steckler/Giudici              | Jaquet/Rosine Maunoir | Gassner/Ulrich          |
| 1957                  | Marcel Meyer de Stadelhofen | Monique Jaquet     | Steckler/Giudici              | Grandchamp/Jaquet     | Wassmer/Grandchamp      |
| 1958                  | Marcel Meyer de Stadelhofen | Monique Jaquet     | Urchetti/Meyer de Stadelhofen | Grandchamp/Jaquet     |                         |
| 1959                  | Hugo Urchetti               | Franziska Hassler  | Urchetti/Meyer de Stadelhofen | Jaquet/Barbey         | Urchetti/Roedelberg     |
| 1960                  | Hugo Urchetti               | Monique Jaquet     | Urchetti/Meyer de Stadelhofen | Jaquet/Hassler        | Urchetti/Jaquet         |
| 1961                  | Antoine Perrig              | Monique Jaquet     | Urchetti/Meyer de Stadelhofen | Jaquet/Hassler        | Urchetti/Jaquet         |
| 1962                  | Hugo Urchetti               | Franziska Hassler  | Steckler/Matthey              | -----                 | Urchetti/Jaquet         |
| 1963                  | Guy Bär                     | Monique Jaquet     | Urchetti/Meyer de Stadelhofen | André/Crisinel        | Urchetti/Jaquet         |
| 1964                  | Marcel Grimm                | Monique Jaquet     | Urchetti/Meyer de Stadelhofen | André/Crisinel        | Urchetti/Jaquet         |
| 1965                  | Marcel Grimm                | Monique Jaquet     | Grimm/Lehmann                 | Jaquet/Crisinel       | Urchetti/Jaquet         |
| 1966                  | André Steckler              | Christiane Andre   | Steckler/Duverney             | André/Crisinel        | Grimm/André             |
| 1967                  | Marcel Grimm                | Monique Jaquet     | Grimm/Schmid                  | Jaquet/Stirn          | Grimm/Stirn             |
| 1968                  | Marcel Grimm                | Christiane Andre   | Grimm/Schmid                  | Lehmann/Bissig        | Pewny/Stirn             |
| 1969                  | Marcel Grimm                | Christiane Andre   | Schmid/Pewny                  | André/Jaquet          | Grimm/Lehmann           |
| 1970                  | Marcel Grimm                | Vreni Lehmann      | Birchmeier/Dittli             | André/Jaquet          | Grimm/Lehmann           |
| 1971                  | Mario Mariotti              | Christiane Andre   | Grimm/Chatton                 | André/Jaquet          | Grimm/Lehmann           |
| 1972                  | Marcel Grimm                | Vreni Lehmann      | Grimm/Chatton                 | Lehmann/Luterbacher   | Grimm/Lehmann           |
| 1973                  | Marcel Grimm                | Vreni Lehmann      | Földy/Heri                    | Lehmann/Földy         | Földy/Földy             |
| 1974                  | Thomas Sadecky              | Catherine Boppe    | Földy/Heri                    | Lehmann/Boppe         | Sadecky/Luterbacher     |
| 1975                  | Thomas Sadecky              | Vreni Lehmann      | Grimm/Chatton                 | Luterbacher/Käser     | Grimm/Lehmann           |
| 1976                  | Mario Mariotti              | Theresia Földy     | Sadecky/Frutschi              | Lehmann/Danioth       | Sadecky/Lehmann         |
| 1977                  | Thomas Sadecky              | Theresia Földy     | Busin/Barcikowski             | Lehmann/Danioth       | Barcikowski/Danioth     |
| 1978                  | Thomas Busin                | Renate Wyder       | Busin/Barcikowski             | Wyder/Weibel          | Barcikowski/Danioth     |
| 1979                  | Thomas Busin                | Renate Wyder       | Sadecky/Le Thanh              | Földy/Weibel          | Keller/Witte            |
| 1980                  | Thomas Busin                | Renate Wyder       | Busin/Barcikowski             | Wyder/Weibel          | Sadecky/Weibel          |
| 1981                  | Thomas Busin                | Franziska Weibel   | Busin/Barcikowski             | Wyder/Weibel          | Frutschi/Wyder          |
| 1982                  | Thomas Busin                | Franziska Weibel   | Busin/Barcikowski             | Witte/Witte           | Hafen/Weibel            |
| 1983                  | Stefan Renold               | Beatrice Witte     | Busin/Barcikowski             | Witte/Witte           | Miller/C. Witte         |
| 1984                  | Thierry Miller              | Brigitte Hirzel    | Miller/Sadecky                | Frey/Hirzel           | Renold/Hirzel           |
| 1985                  | Thomas Busin                | Brigitte Hirzel    | Miller/Sadecky                | Wyder/Höfliger        | Singer/B. Witte         |
| 1986                  | Thomas Busin                | Beatrice Witte     | Busin/Renold                  | Witte/Witte           | Miller/Frey             |
| 1987                  | Stefan Renold               | Beatrice Witte     | Miller/Walker                 | Witte/Witte           | Miller/Frey             |
| 1988                  | Thierry Miller              | Brigitte Hirzel    | Busin/Renold                  | Witte/Witte           | Singer/B. Witte         |
| 1989                  | Thierry Miller              | Monika Frey        | Busin/Renold                  | Wyder/Höfliger        | Renold/Rommerskirchen   |
| 1990                  | Stefan Renold               | Tu Dai Yong        | Busin/Renold                  | Tu/Földy              | Tu/Tu                   |
| 1991                  | Stefan Renold               | Tu Dai Yong        | Busin/Renold                  | Tu/Földy              | Tu/Tu                   |
| 1992                  | Thierry Miller              | Tu Dai Yong        | Miller/Renold                 | Tu/Földy              | Tu/Tu                   |
| 1993                  | Thierry Miller              | Vera Bazzi         | Miller/Renold                 | Bazzi/Höfliger        | Miller /Bazzi           |
| 1994                  | Thierry Miller              | Vera Bazzi         | Miller/Renold                 | Bazzi/Höfliger        | Renold/Renold           |
| 1995                  | Thierry Miller              | Tu Dai Yong        | Miller/Renold                 | Tu/Földy              | Tu/Tu                   |
| 1996                  | Thierry Miller              | Tu Dai Yong        | Siedler/Stauffer              | Tu/Földy              | Tu/Tu                   |
| 1997                  | Roland Schmid               | Tu Dai Yong        | Miller/Renold                 | Busin/Knecht          | Tu/Tu                   |
| 1998                  | Thierry Miller              | Vera Bazzi         | Miller/Renold                 | Busin/Knecht          | Renold/Renold           |
| 1999                  | Thierry Miller              | Christelle Cherix  | Miller/Renold                 | Busin/Knecht          | Renold/Renold           |
| 2000                  | Raphael Keller              | Daniela Oberholzer | Miller/Renold                 | Bazzi/Oberholzer      | Renold/Renold           |
| 2001                  | Raphael Keller              | Tu Dai Yong        | Staufer/Keller                | Tu/Földy              | Tu/Tu                   |
| 2002                  | Thierry Miller              | Christelle Cherix  | Miller/Renold                 | Schüpbach/Göggel      | Jin/S. Führer           |
| 2003                  | Jin Linlin                  | Vera Bazzi         | Schreiber/Christe             | Schmid/Wüst           | Maklari/Wüst            |
| 2004                  | Jin Linlin                  | Monika Göggel      | Jin/Joset                     | Schüpbach/Göggel      | Stricker/Göggel         |
| 2005                  | Thierry Miller              | Sonja Wicki        | Miller/Renold                 | Steiner/ Marthaler    | Renold/Renold           |
| 2006                  | Thierry Miller              | Vera Bazzi         | Staufer/Keller                | Frey/Wicki            | Stricker/Cherix         |
| 2007                  | Thierry Miller              | Monika Führer      | Hotz/Mohler                   | Schärrer/Führer       | Renold/Renold           |
| 2008                  | Christian Hotz              | Monika Führer      | Miller/Renold                 | Schärrer/Führer       | Graber/Führer           |
| 2009                  | Nicola Mohler               | Rachel Moret       | Hotz/Mohler                   | Schärrer/Führer       | Renold/Renold           |
| 2010                  | Nicola Mohler               | Monika Führer      | Joset/Altermatt               | Schärrer/Führer       | Joset/Aschwanden        |
| 2011                  | Nicola Mohler               | Monika Führer      | Hotz/Mohler                   | Schärrer/Führer       | Mohler/Moret            |
| 2012                  | Nicola Mohler               | Rachel Moret (2)   | Merz/Weber                    | Moret/Aschwanden      | Mohler/Moret            |
| 2013                  | Samy Zmirou                 | Rahel Aschwanden   | Hotz/Vorherr                  | Moret/Aschwanden      | Mohler/Moret            |
| 2014                  | Elia Schmid                 | Rachel Moret (3)   | Mohler/Weber                  | Moret/Aschwanden      | Mohler/Moret            |
| 2015                  | Lionel Weber                | Rahel Aschwanden   | Mohler/Weber                  | Moret/Aschwanden      | Mohler/Moret            |
| 2016                  | Lionel Weber                | Rachel Moret (4)   | Rebetez/Vendé                 | Moret/Aschwanden      | Schmid/Aschwanden       |
| 2017                  | Lionel Weber                | Rachel Moret (5)   | Hotz/Schmid                   | Moret/Aschwanden      | Karin/Aschwanden        |
| 2018                  | Elia Schmid                 | Rachel Moret (6)   | Weber/Karin                   | Reust/Simonet         | Champod/Moret           |
| 2019                  | Lionel Weber                | Rachel Moret (7)   | Simonet/Boccard               | Moret/Aschwanden      | Champod/Moret           |
| 2020                  | Lionel Weber                | Rachel Moret (8)   | Osiro/Tschanz                 | Moret/Aschwanden      | Champod/Moret           |
| 2021                  | -----                       | -----              | -----                         | -----                 | -----                   |
| 2022                  | Barish Moullet              | Elmira Antonyan    | Hardmeier/Schärrer            | Reust/Simonet         | Hardmeier/Reust         |
| 2023                  | Elias Hardmeier             | Rachel Moret (9)   | Osiro/Tschanz                 | Moret/Doutaz          | Champod/Moret           |
| 2024                  | Barish Moullet              | Fanny Doutaz       | Moullet/Vendé                 | Moret/Doutaz          | Rebetez/Doutaz          |
| 2025                  | Elias Hardmeier             | Rachel Moret (10)  | Hardmeier/Schärrer            | Moret/Doutaz          | Champod/Moret           |